# Lake Pukaki

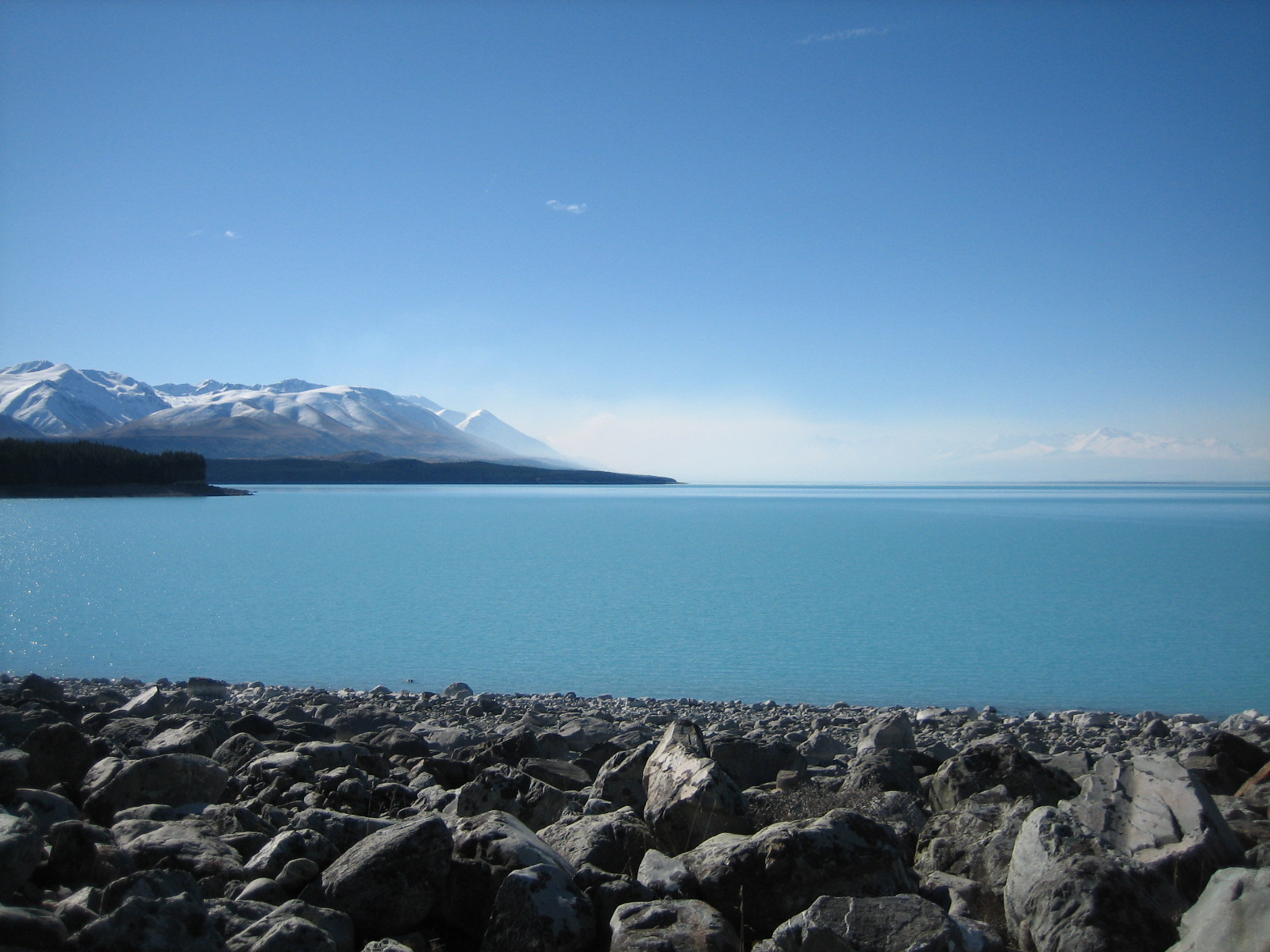
Lake Pukaki, 2007

Lake Pukaki är en sjö belägen i den centrala delen av Sydön i Nya Zeeland.  Den är den största av tre sjöar som löper parallellt i en nord-sydlig riktning i avrinningsområdet Mackenzie Basin. De två andra är Lake Tekapo och Lake Ohau. Smältvatten från glaciärer ger sjöarna en klar blå färg. 
Sjön täcker en yta på 178,7 km² och ligger på ungefär 525 meters höjd över havet. Medeldjupet är 47 meter och maxdjupet mäter 70 meter. Lake Pukaki norra inflöde är Tasman River. 
Tidigare fanns en ö, Five Pound Note Island, i sjön, men den ligger nu under vatten. Nya Zeelands högsta berg Aoraki/Mount Cook finns i området.
Lake Pukaki var en av inspelningsplatserna i Hobbit-filmerna, där miljön valdes till att föreställa Sjöstaden i framförallt Hobbit: Smaugs ödemark och Hobbit: Femhäraslaget. 

## Galleri

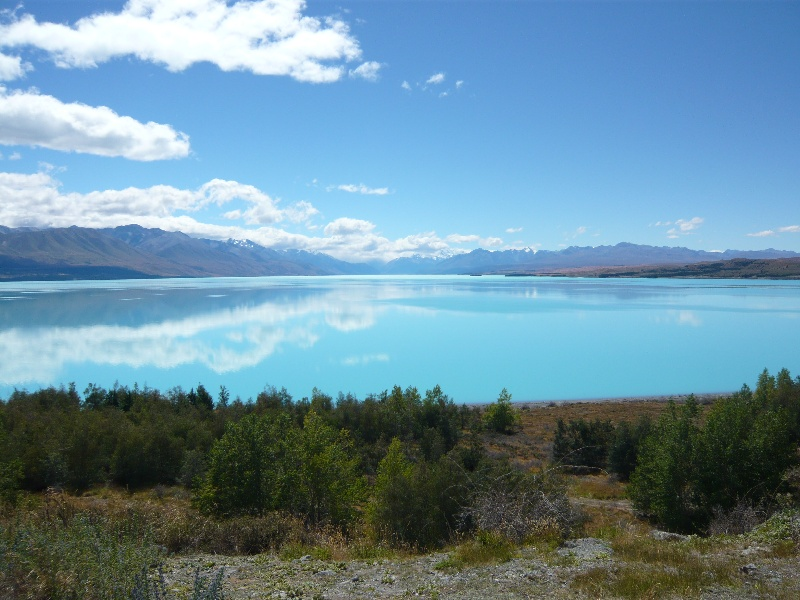
2009
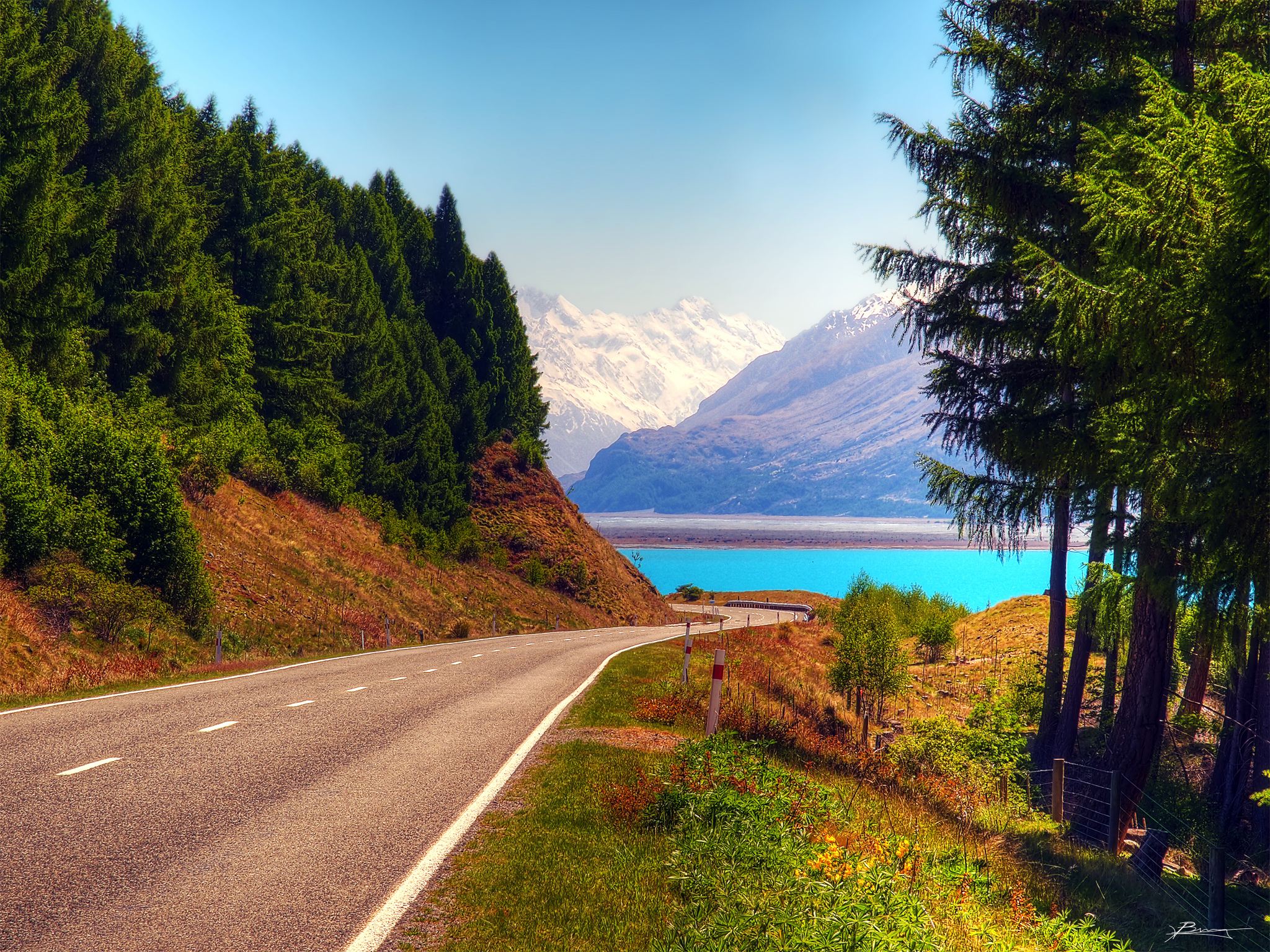
2012
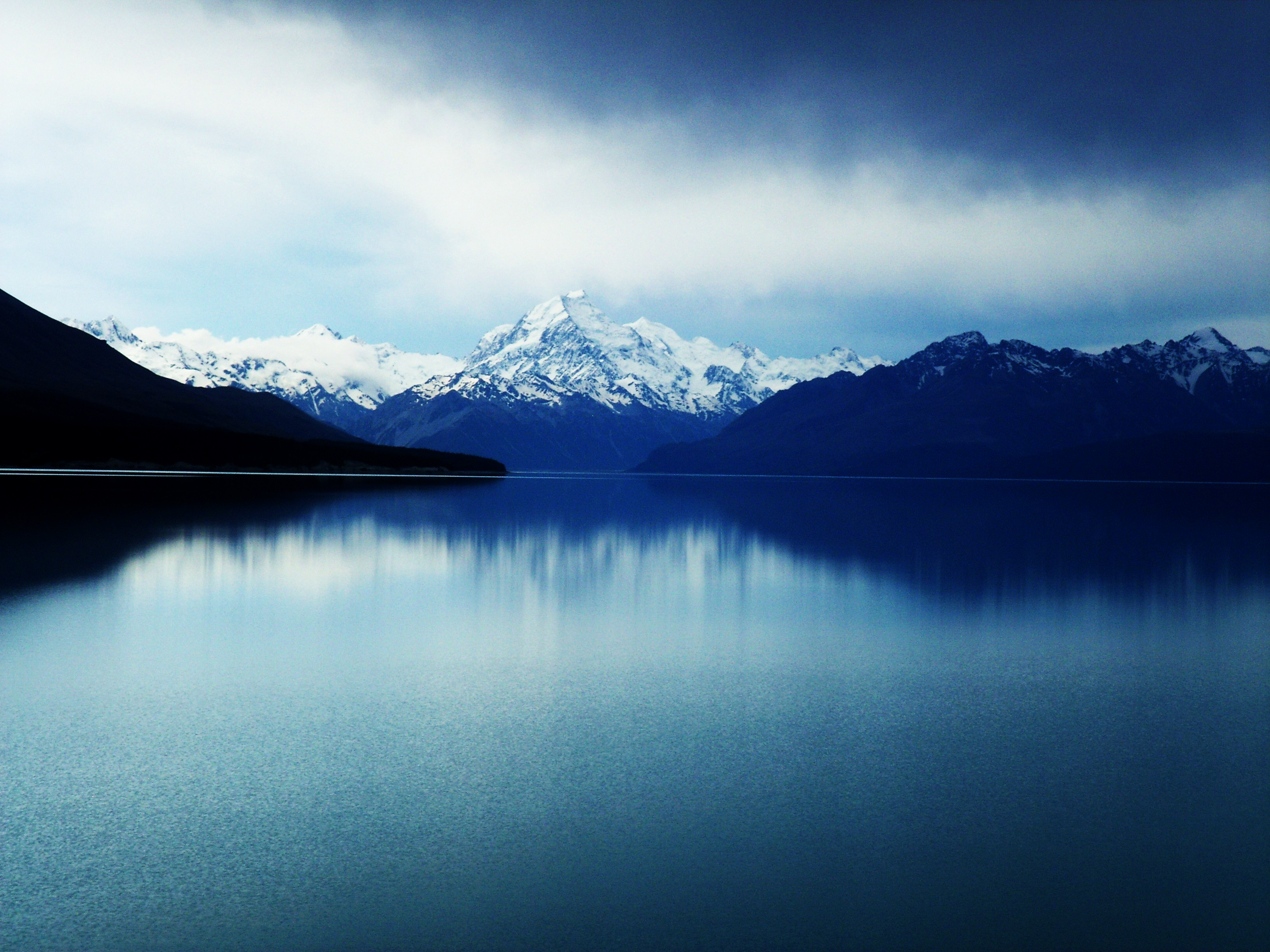
Aoraki/Mount Cook sett från sjön, 2008
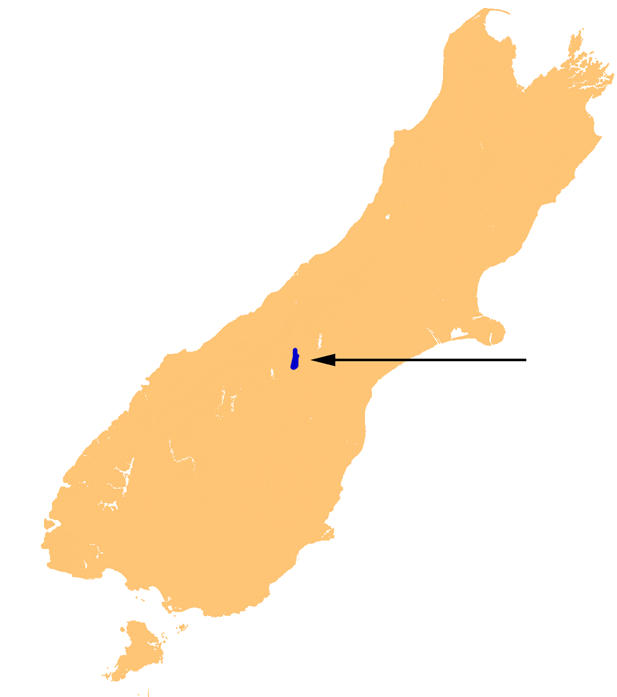
Lake Pukakis läge på Sydön i Nya Zeeland